# Liste der Monuments historiques in Sundhoffen
Die Liste der Monuments historiques in Sundhoffen führt die Monuments historiques in der französischen Gemeinde Sundhoffen auf.

## Liste der Objekte
| Bezeichnung   | Beschreibung | Standort                               | Kennzeichnung | Schutzstatus | Datum | Bild |
| ------------- | --- | -------------------------------------- | ------------- | ------------ | ----- | ---- |
| Orgel         | Haupteintrag für PM68000946 | in der Simultankirche St-Joseph (Lage) | PM68000945    | Inscrit      | 1999  |      |
| Orgelprospekt | 1864 von Valentin und Martin Rinckenbach gebaut                                                                                    | in der Simultankirche St-Joseph (Lage) | PM68000946    | Inscrit      | 1999  |      |
| Kelch         | Silber, vergoldet, Ende des 17. Jahrhunderts                                                                                       | in der Simultankirche St-Joseph (Lage) | PM68000775    | Classé       | 2000  |      |
| Kanzel        | Nuss- und Obstbaumholz, 1756 | in der Simultankirche St-Joseph (Lage) | PM68001349    | Inscrit      | 1999  |      |
| Bibel         | sogenannte Kurfürstenbibel, gedruckt 1703 in Nürnberg von Johann Andreas Endters Söhne und Erben; Ledereinband mit Eisenbeschlägen | in der Simultankirche St-Joseph (Lage) | PM68001350    | Inscrit      | 1999  |      |